# Дом-музей М. Н. Ермоловой
Дом-музей М. Н. Ермоловой — музей в Москве.
Адрес: Центральный административный округ, Тверской бульвар, дом 11. Пресненский район. Почтовый индекс 123104.

## История
Здание построено в конце 1773 году, хозяин не известен. По словам жителей и семьи Ермоловых, здесь проходили масонские собрания . В XIX веке хозяева особняка часто менялись, и они часто перестраивали дом. После 1873 года не перестраивался. В 1889 году владение купил Н. П. Шубинский, московский адвокат.
Его жена Мария Николаевна Ермолова, актриса Малого театра, проживала здесь с 1889 года до 1928 год. Татьяна Львовна Щепкина-Куперник писала о ней:
Москва преклонялась перед нею от мала до велика. Толпы молодежи ждали её у театрального подъезда, чтобы уловить её взгляд. Если она входила в какой-нибудь магазин, приказчики покидали всех остальных покупателей и служили ей, как королеве. Громадной популярностью она пользовалась и среди театральных служащих, прислуги — и это уж не только благодаря своему таланту, а благодаря полному отсутствию надменности, манере обращаться с людьми и своей доброте. Её обращение со всеми было одинаково — от московского генерал-губернатора до последней театральной сторожихи.
С 15 мая 1970 года работает Музей-квартира М. Н. Ермоловой. В нём собраны вещи самой актрисы. В 1986 году создан Дом-музей М. Н. Ермоловой.

## Экспозиция
В музее повествуется о театрах Москвы в XIX веке. В белом зале здания бывают представления: музыкальные концерты, творческие вечера, спектакли, театральные встречи. Украшением музея является диорама «Театральная площадь 70-х годов XIX века» народного художника РСФСР Е. И. Дешалыта.

## Экскурсии
- Обзорная экскурсия «Жизнь и творчество М.Н. Ермоловой»
- «Что такое театр?» для детей младшего и среднего школьного возраста (7-12 лет)
- Пешеходная экскурсия «М.Н. Ермолова и А.И. Южин. Московские адреса великих актеров»